# Bomba de baño

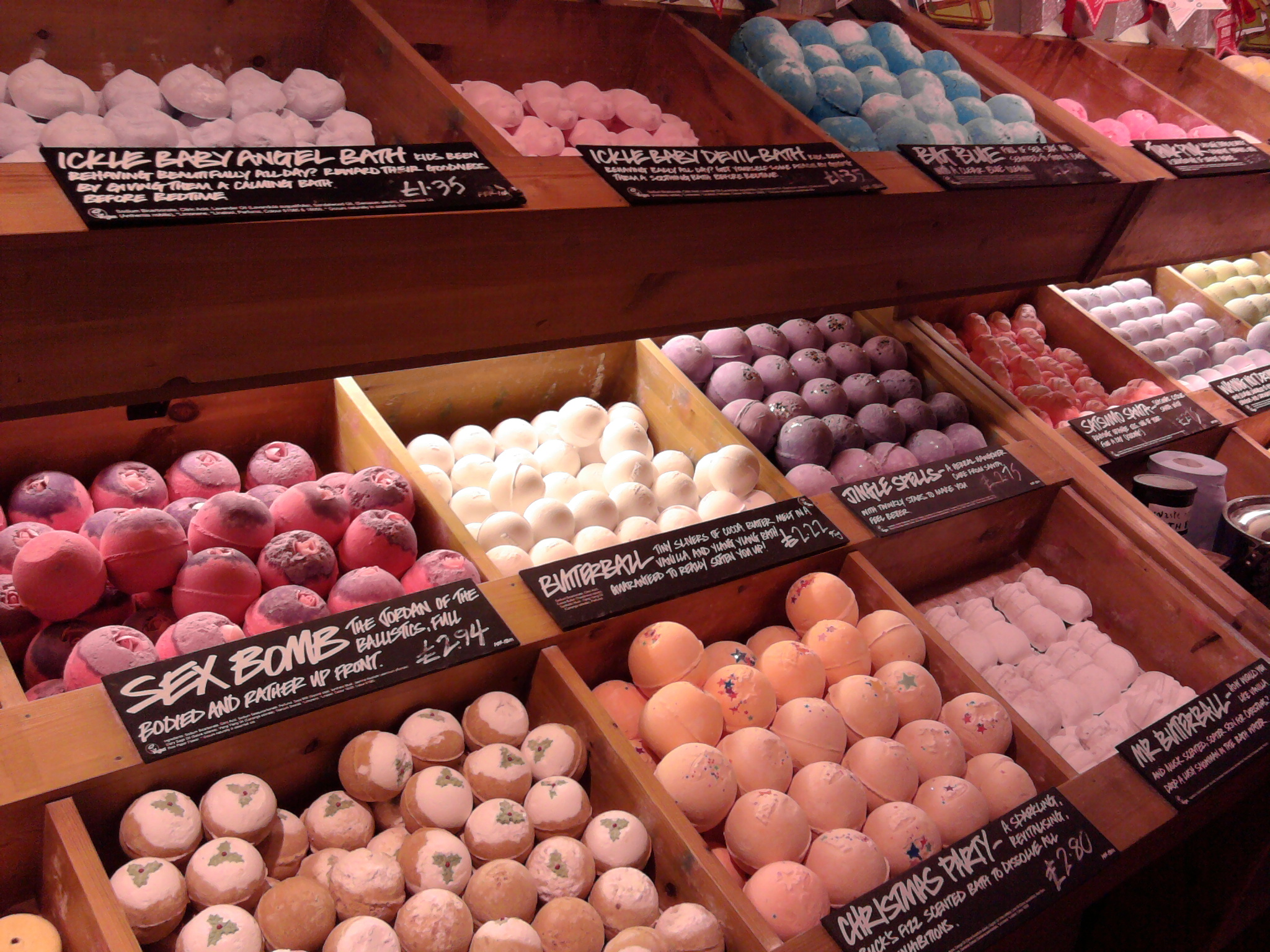
Bombas de baño marca LUSH expuestas en una tienda.

Una bomba de baño es una pelota dura compuesta de ingredientes secos que se vuelve efervescente cuando está mojada. Se utilizan para añadir aceites esenciales, perfume, burbujas y color al agua del baño.

## Composición

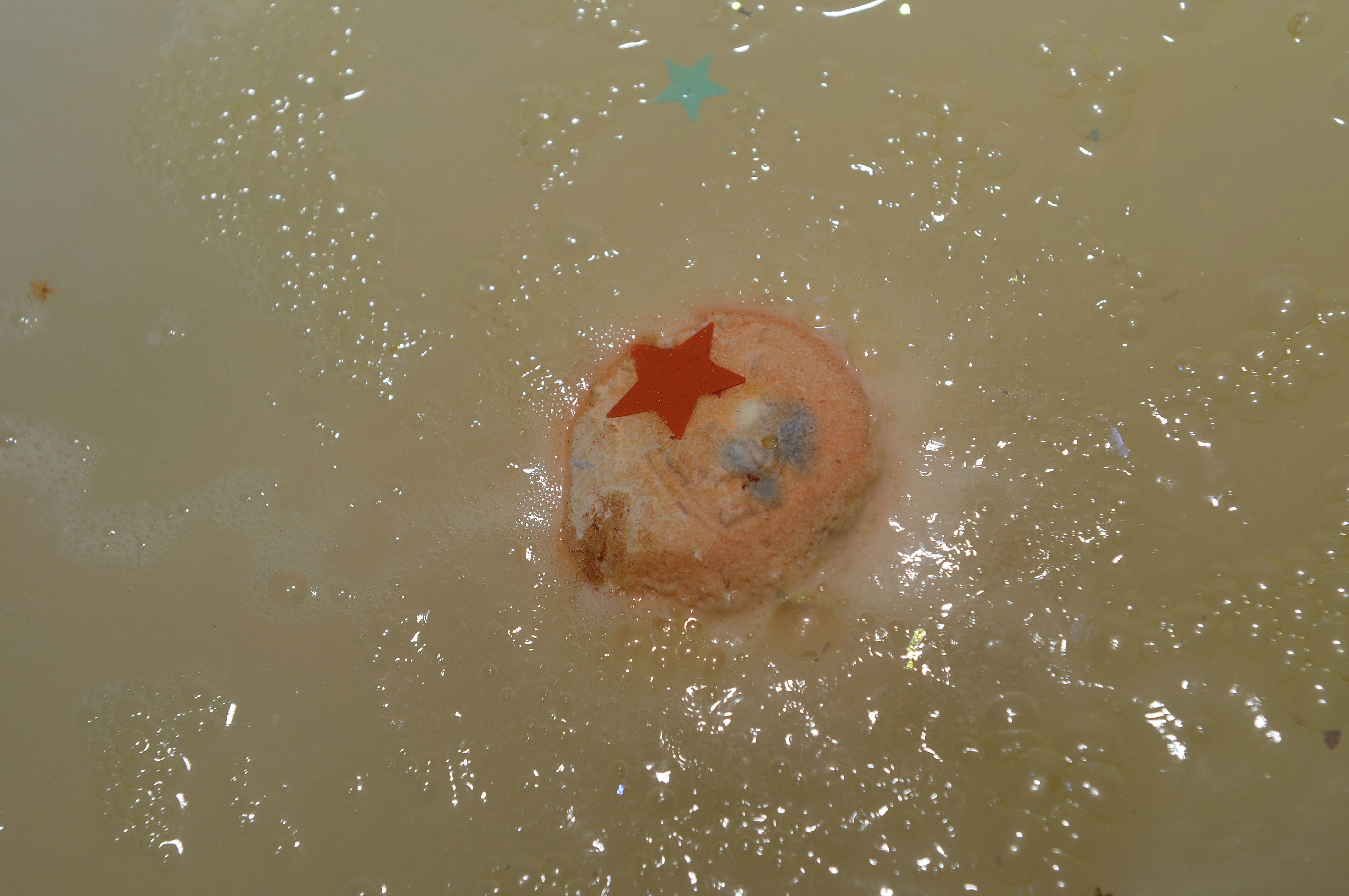
Una bomba de baño burbujeando en agua

Los ingredientes principales de las bombas de baño son un ácido débil y una base de bicarbonato. Estos no son reactivos cuando están secos, pero reaccionan con fuerza cuando se disuelven en agua produciendo su burbujeo característico durante un período de varios minutos. Esta es una reacción ácido-base que involucra la conversión de ácido cítrico y bicarbonato de sodio a citrato de sodio y dióxido de carbono:
También hay una reacción secundaria de saponificación que produce jabón. Esto implica una reacción entre el bicarbonato de sodio y el agua, que da ácido carbónico e hidróxido de sodio. Además el hidróxido de sodio, en presencia de aceites esenciales, experimenta una reacción dando como producto glicerol y sales de ácidos grasos, tal como sigue:
Los demás ingredientes de las bombas de baño pueden variar considerablemente. Sin embargo, la mayoría tienen ingredientes como aromas y tinturas para impartir una agradable fragancia y color al agua de la bañera. También se añade a veces laurilsulfato sódico para crear espumas de burbuja.

## Producción
Las bombas de baño son generalmente esféricas, pero se pueden encontrar en una variedad de formas, como tabletas o bolitas. Las tiendas ofrecen una amplia gama de bombas, pero también se pueden hacer en casa.

## Problemas potenciales de salud
Aunque las bombas de baño son bien toleradas por muchas personas, algunos aditivos como fragancias y colorantes pueden causar irritación en la piel. Los irritantes y alérgenos más comunes para la piel que se pueden encontrar en las bombas de baño incluyen el limoneno, el linalool y el laurilsulfato sódico. Los ingredientes principales -el bicarbonato de sodio y el ácido cítrico- generalmente no son considerados como irritantes de la piel cuando se usan en el baño debido a la significativa dilución en agua.